# Torre de Cristal
Torre de Cristal je mrakodrap v Madridu. Má 52 pater a s výškou 249 m. Stojí v moderní obchodní čtvrti Cuatro Torres Business Area. Navrhl jej architekt César Pelli. Výstavba probíhala v letech 2004 – 2008.